# 側紋胡狼
側紋胡狼為哺乳綱食肉目犬科的一種。曾在20世紀初大量死亡，原因是因為犬瘟疫大量流行。

## 特徵
毛皮呈灰黃色，腹部顏色淺，尾巴末端白色，體側具有黑白條紋。全長95到120公分。

## 分布
分布於東非和南非的疏林草原和城市郊區。

## 習性
食物比其他胡狼更廣，包含蛋、腐肉，以及植物等等。會在城市及農場附近覓食老鼠或鳥類等，甚至是垃圾。